# Alte Schule Wernrode

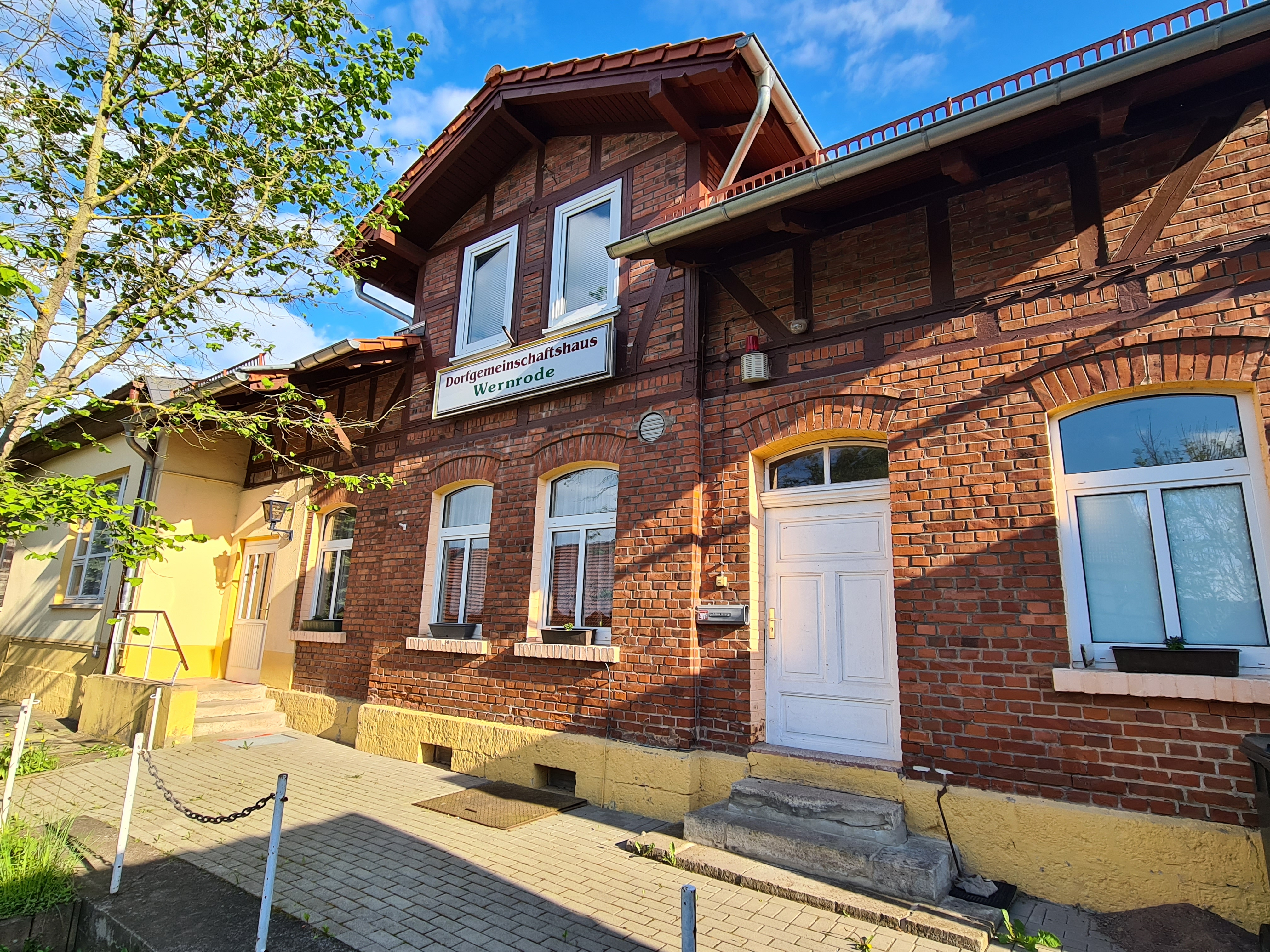
Gebäude der Alten Schule mit Lehrerwohnung in Wernrode bis 1969

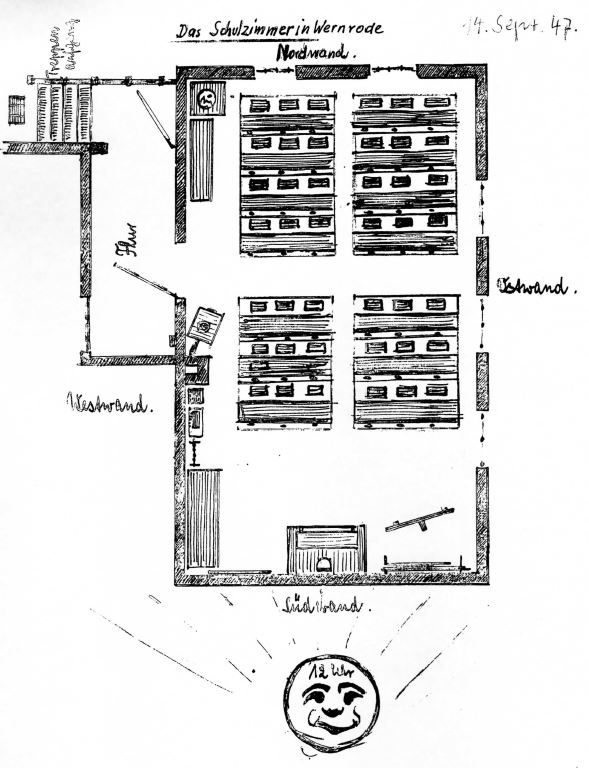
Zeichnung vom Klassenzimmer der Alten Schule von 1947, gezeichnet von Lehrer Werner Schroeter

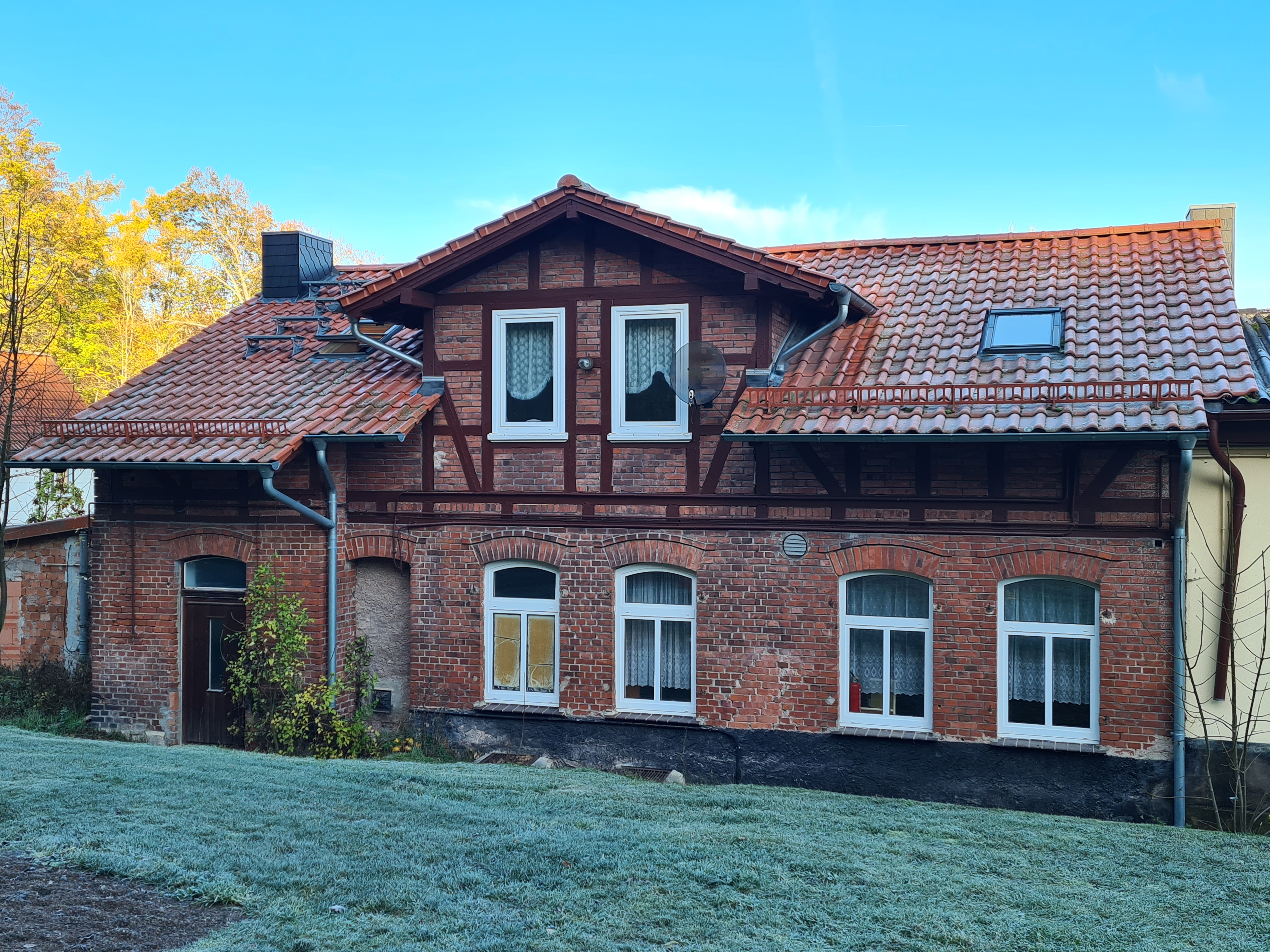
Alte Schule mit Blick auf das Büro des Ortschaftsbürgermeisters im Obergeschoss

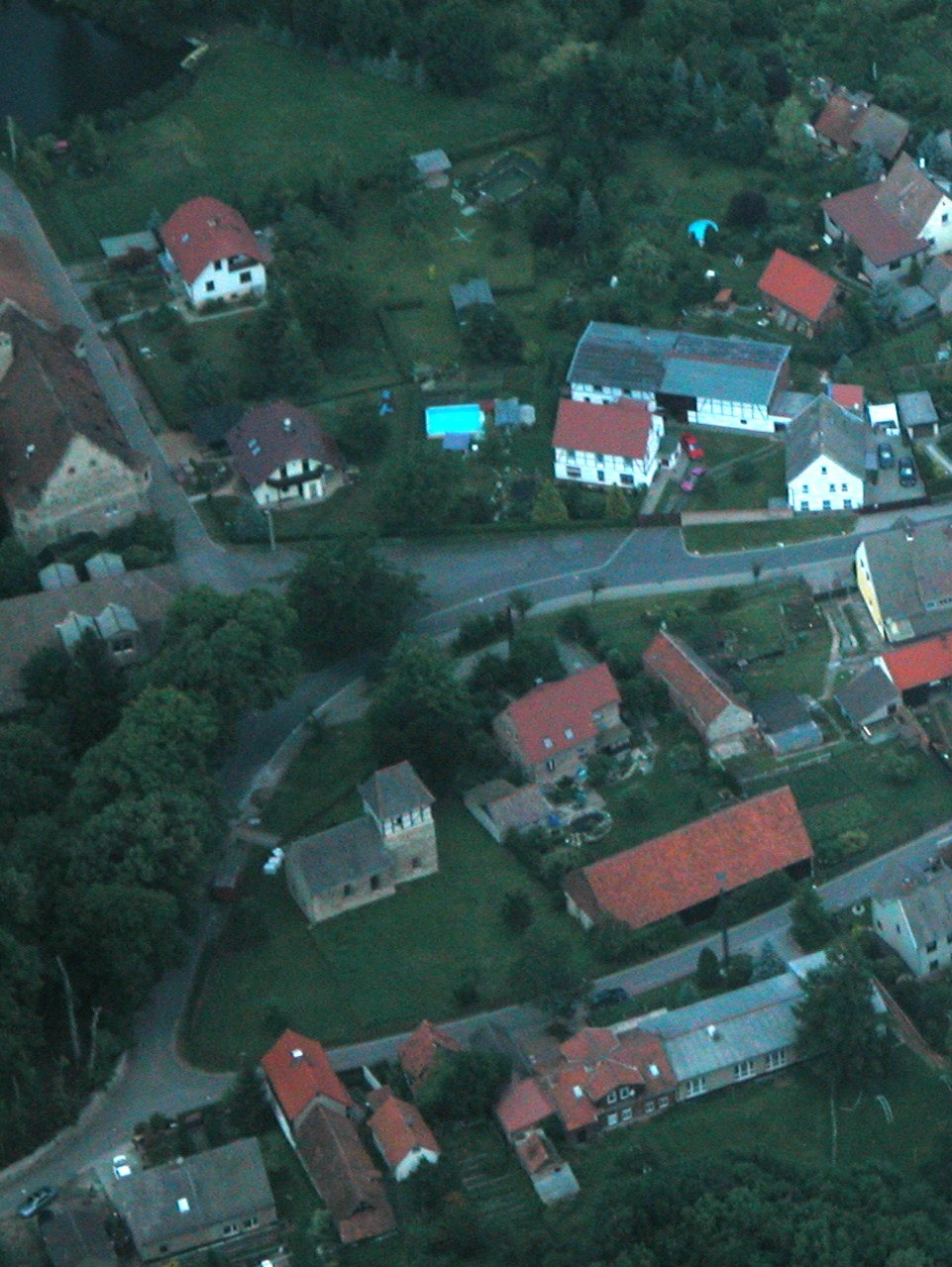
Alte Schule Wernrode, unten rechts, Blick von Süden (2005)

Die Alte Schule Wernrode mit der ehemalige Lehrerwohnung ist heute Teil des Dorfgemeinschaftshauses und Büro des Ortschaftsbürgermeisters in der Waldstraße 53 in Wernrode.

## Geschichte
Mit Einführung der allgemeinen Schulpflicht zu Beginn des 19. Jahrhunderts entstand auch die Volksschule in Wernrode. Die Schule war in dieser Zeit der Kirchenbehörde unterstellt.
1837 gingen 18 Knaben und 20 Mädchen zur Schule.
Gustav Werner, Lehrer von 1849 bis 1899, wohnte in einem kleinen einstöckigen Haus, das sich von den Gutsarbeiterkaten kaum unterschied. Der Unterrichtsraum lag neben der Küche. Seine Schwester führte ihm den Haushalt.
Im amtlichen Schulblatt des Regierungsbezirkes Erfurt (Nr. 4/5 XI. Jahrg.) heißt es: "Der Adler des Königlichen Hausordens ist verliehen dem Lehrer, Kantor, Küster und Organist Gustav Werner zu Wernrode".
Nach langer Vorarbeit gelang es 1892 ein neues Schulzimmer anzubauen. Lehrer Werner wurde unter großer Teilnahme auch seiner auswärtig wohnenden Kollegen nach 50-jähriger Tätigkeit in Wernrode verabschiedet.
Der neu antretende Lehrer Rudolf Triebel (1899–1917) gab sich nicht mit den primitiven Wohnverhältnissen zufrieden. Er drängte auf Neubau der Lehrerwohnung. Im Oktober 1902 wurde das Schulhaus bezogen.
Für neue Schulbänke wurde 1921 eine Anleihe von 6000 Mark bei der Kreissparkasse aufgenommen, unter dem Lehrer Kamieth (1918–1922).
In der Zeit der Weimarer Republik wurde ein zweiter Junglehrer in Wernrode beschäftigt. Es waren: Herr Kaps, Herr Tiebe und Herr Gunstheim.
1927 erhielt der Unterrichtsraum elektrisches Licht.
Ab 1930 entfiel die 2. Lehrerstelle wegen Sparmaßnahmen, die Kinderzahl wurde auf 50 pro Lehrer berechnet. In diese Zeit fällt der Rechtsstreit zwischen der Kirchenbehörde und der Gemeinde. Das gesamte Schulgrundstück mit Garten und "Gereke" sowie eine Holzgerechtigkeit wurde der Gemeinde zugeschrieben. Der frühere Schulacker, sowie die Roggen- und Brotabgabe, dazu 2000 Mark kamen an die Kirchengemeinde und das Recht, den Schulraum für die Christenlehre zu nutzen. Lehrer und Küsteramt wurden getrennt.
Ab dem 11. April 1945 bezogen amerikanische Soldaten des V. US-Korps / 2. US-Infanteriedivision die Schule als Quartier bis zum Besatzungswechsel der Siegermächte. Ab dem 3. Juli 1945 nutzen sowjetische Soldaten die Schule als Nachtquartier.
Am 1. März 1950 wurde die Zentralschule Wolkramshausen gegründet und die Schule in Wernrode wurde Grundschule unter der Leitung von Eva Schroeter.
Es folgte 1968 die Auflösung der Wernröder Schule.
Das Gebäude wurde anschließend als Gaststätte genutzt und erhielt in den 1970er Jahren einen Saalanbau.
Am 20. Mai 1995 fand an historischer Stelle, auf dem Gebiet des ehemaligen Schulgartens und des Klassenraumes, ein Treffen der Lehrerin Eva Schroeter und 120 Schüler der Schuljahre 1936 bis 1967 statt.

## Lehrer im Amt
- Herr Ernst
- Heinrich Friedrich Christoph Sander (1836–1849), Schullehrer, Küster, Kantor und Organist, ab 1850 Lehrer in Liebenrode[2]
- Friedrich Gustav Werner (1849–1899), geb. in Immenrode[3]
- Rudolf Triebel (1899–1917), * 13. Oktober 1877 in Wernrode; † 13. Oktober 1954 in Sondershausen
- Herr Kamieth (1917–1922)
- Hugo Paul Alwin Schroeter (1922–1946)
- Elisabeth Dahms, geb. Leipold (1945–1947)
- Alwin Gerhard Werner Schroeter (1946–1950), Sohn von Alwin Schroeter, heiratete 1949 Eva Wagner[4]
- Edelgard Schumann (1947–1949)
- Eva Gerda Schroeter, geb. Wagner (1949–1968), erhielt 1960 den Ehrentitel „Verdienter Lehrer des Volkes“[5], Ehrenbürgerin der Gemeinde Wolkramshausen 1995